# Кяччинский наслег
Кяччинский наслег — сельское поселение в Олёкминском районе Якутии Российской Федерации.
Административный центр — село Кяччи.

## История
Статус и границы сельского поселения установлены Законом Республики Саха (Якутия) от 30 ноября 2004 года N 173-З N 353-III «Об установлении границ и о наделении статусом городского и сельского поселений муниципальных образований Республики Саха (Якутия)».

## Население
| 2002 | 2010 | 2011 | 2012 | 2013 | 2014 | 2015 |
| ---- | ---- | ---- | ---- | ---- | ---- | ---- |
| 382  | ↗411 | →411 | ↘403 | ↘400 | ↘386 | ↗388 |
| 2016 | 2017 | 2018 | 2019 | 2020 | 2021 |      |
| ↗392 | ↘377 | ↗382 | ↘378 | ↗385 | ↘384 |      |

## Состав сельского поселения
| № | Населённый пункт | Тип населённого пункта       | Население |
| - | ---------------- | ---------------------------- | --------- |
| 1 | Килиер           | село                         | ↘0        |
| 2 | Кяччи            | село, административный центр | ↘283      |
| 3 | Олом             | село                         | ↘1        |
| 4 | Тэгэн            | село                         | ↗9        |